# España en los Juegos Olímpicos de México 1968
España estuvo representada en los Juegos Olímpicos de México 1968 por una delegación de 124 deportistas (122 hombres y 2 mujeres) que participaron en 11 deportes. El portador de la bandera en la ceremonia de apertura fue el regatista Gonzalo Fernández de Córdoba, duque de Arión.
Responsable del equipo olímpico fue el Comité Olímpico Español (COE), así como las federaciones deportivas nacionales de cada deporte con participación.
A pesar de que no se obtuvieron medallas, es de destacar que sí se lograron en pelota vasca, que formó parte del programa olímpico como deporte de exhibición, ocupando España la primera plaza en el medallero de este deporte, y en tenis como deporte de demostración, en el que se obtuvieron tres medallas: oro (Manuel Santana) y plata (Manuel Orantes) en masculino individual, y plata en dobles masculino.

## Diplomas olímpicos
En estos Juegos como venía sucediendo desde los Juegos Olímpicos de Londres 1948 y como sucedería hasta los de Los Ángeles 1984 recibían diploma olímpico los atletas clasificados hasta el sexto puesto. En total se consiguieron 3 diplomas olímpicos en diversos deportes, de estos 2 correspondieron a diploma de quinto y 1 de sexto.
| Deportista      | Deporte             | Competición      | Fecha         |
| --------------- | ------------------- | ---------------- | ------------- |
| 4.°             |                     |                  |               |
| —               |                     |                  |               |
| 5.°             |                     |                  |               |
| Equipo          | Fútbol              | Torneo masculino | 20 de octubre |
| Santiago Esteva | Natación            | 200 m espalda    | 25 de octubre |
| 6.°             |                     |                  |               |
| Equipo          | Hockey sobre hierba | Torneo masculino | 24 de octubre |

## Participantes por deporte
De los 18 deportes (21 disciplinas) reconocidos por el COI en los Juegos Olímpicos de verano, se contó con representación española en 11 deportes (13 disciplinas). 
| N.º | Deporte                        | H   | M | T   |
| 1   | Atletismo                      | 10  | 0 | 10  |
| 2   | Baloncesto                     | 12  | – | 12  |
| 3   | Boxeo                          | 6   | – | 6   |
| 4   | Ciclismo en ruta               | 6   | – | 6   |
| 4   | Ciclismo en pista              | 1   | – | 1   |
| 5   | Esgrima                        | 0   | 0 | 0   |
| 6   | Fútbol                         | 18  | – | 18  |
| 7   | Gimnasia artística             | 0   | 0 | 0   |
| 8   | Halterofilia                   | 0   | – | 0   |
| 9   | Hípica                         | 0   | 0 | 0   |
| 10  | Hockey                         | 18  | – | 18  |
| 11  | Lucha                          | 0   | – | 0   |
| 12  | Natación                       | 12  | 2 | 14  |
| 12  | Saltos                         | 0   | 0 | 0   |
| 12  | Waterpolo                      | 11  | – | 11  |
| 13  | Pentatlón moderno              | 0   | – | 0   |
| 14  | Piragüismo en aguas tranquilas | 5   | 0 | 5   |
| 15  | Remo                           | 3   | – | 3   |
| 16  | Tiro                           | 12  | – | 12  |
| 17  | Vela                           | 8   | 0 | 8   |
| 18  | Voleibol                       | 0   | 0 | 0   |
|     | TOTAL                          | 122 | 2 | 124 |